# Marie Gaspard
Marie Gaspard (Remiremont, 11 de abril de 1978) es una deportista francesa que compitió en piragüismo en la modalidad de eslalon.
Ganó una medalla de oro en el Campeonato Mundial de Piragüismo en Eslalon de 2006 y una medalla de bronce en el Campeonato Europeo de Piragüismo en Eslalon de 2006, ambas en la prueba de K1 por equipos.

## Palmarés internacional
| Campeonato Mundial | Campeonato Mundial               | Campeonato Mundial | Campeonato Mundial |
| Año                | Lugar                            | Medalla            | Competición        |
| ------------------ | -------------------------------- | ------------------ | ------------------ |
| 2006               | Praga (República Checa)          | Medalla de oro     | K1 por equipos     |
| Campeonato Europeo |                                  |                    |                    |
| Año                | Lugar                            | Medalla            | Competición        |
| 2006               | L'Argentière-la-Bessée (Francia) | Medalla de bronce  | K1 por equipos     |